# Cospatrick Douglas-Home
Cospatrick Alexander Douglas-Home (27 octobre 1799-4 juillet 1881) est un diplomate et homme politique écossais. Il est 11e comte de Home et pair représentant de l'Écosse. Sous le gouvernement du duc de Wellington, il est sous-secrétaire d'État aux Affaires étrangères de 1828 à 1830. 

## Biographie
Il est né à Dalkeith House, Midlothian (le siège de son grand-père maternel), le fils d'Alexander Home (10e comte de Home) et Lady Elizabeth Scott, la fille de Henry Scott, 3e duc de Buccleuch. Il fait ses études à Christ Church, Oxford . 
Il est attaché à Saint-Pétersbourg de 1822 à 1823 et au ministère des Affaires étrangères de 1823 à 1827. En 1828, il est nommé sous-secrétaire d'État aux Affaires étrangères au sein de l'administration conservatrice du duc de Wellington, poste qu'il occupe jusqu'en 1830. Il succède à son père dans le comté en 1841 et l'année suivante, il est élu pair écossais, et le reste jusqu'en 1874. En 1875, il est créé baron Douglas, de Douglas dans le comté de Lanark, dans la pairie du Royaume-Uni, une renaissance du titre détenu par le grand-père maternel de sa femme et qui lui donne droit, lui et ses descendants, à un siège à la Chambre des lords. 

## Famille
Lord Home épouse Lucy Elizabeth Montagu-Scott, fille de Henry Montagu-Scott, 2e baron Montagu de Boughton et Jane Margaret Douglas, fille unique du premier mariage d'Archibald Douglas (1er baron Douglas) (titre qui a disparu en 1857). Il prend le nom de famille supplémentaire de Douglas en héritant des vastes domaines Douglas et Angus. Le couple a plusieurs enfants, dont William Sholto Home (1842–1916), major-général de l'armée britannique. La comtesse de Home est décédée en mai 1877, à l'âge de 71 ans. Lord Home est décédé à Hirsel, Berwickshire, en juillet 1881, à l'âge de 81 ans, et est remplacé au comté par son fils aîné, Charles Douglas-Home (12e comte de Home). Son arrière-petit-fils Alec Douglas-Home, est Premier ministre du Royaume-Uni de 1963 à 1964 . 

## Labrador Retrievers

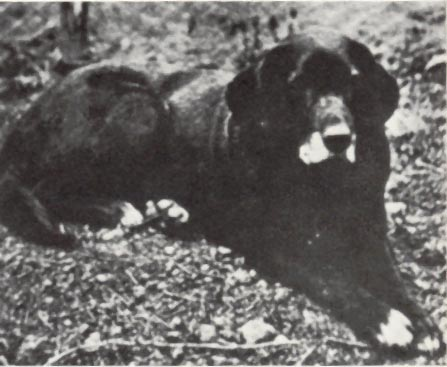
Nell (né en 1856). La première photographie connue d'un Labrador Retriever prise en 1867.

Dans les années 1830, le père de Lord Home avec ses cousins le 5e duc de Buccleuch et John Douglas Scott , ont été parmi les premiers à importer des chiens de Terre-Neuve, ou Labrador retriever comme ils sont devenus plus tard connus, pour être utilisés comme chiens de chasse. La première photographie connue de la race, prise en 1856, était celle du chien de Lord Home "Nell" . 